# Kasne

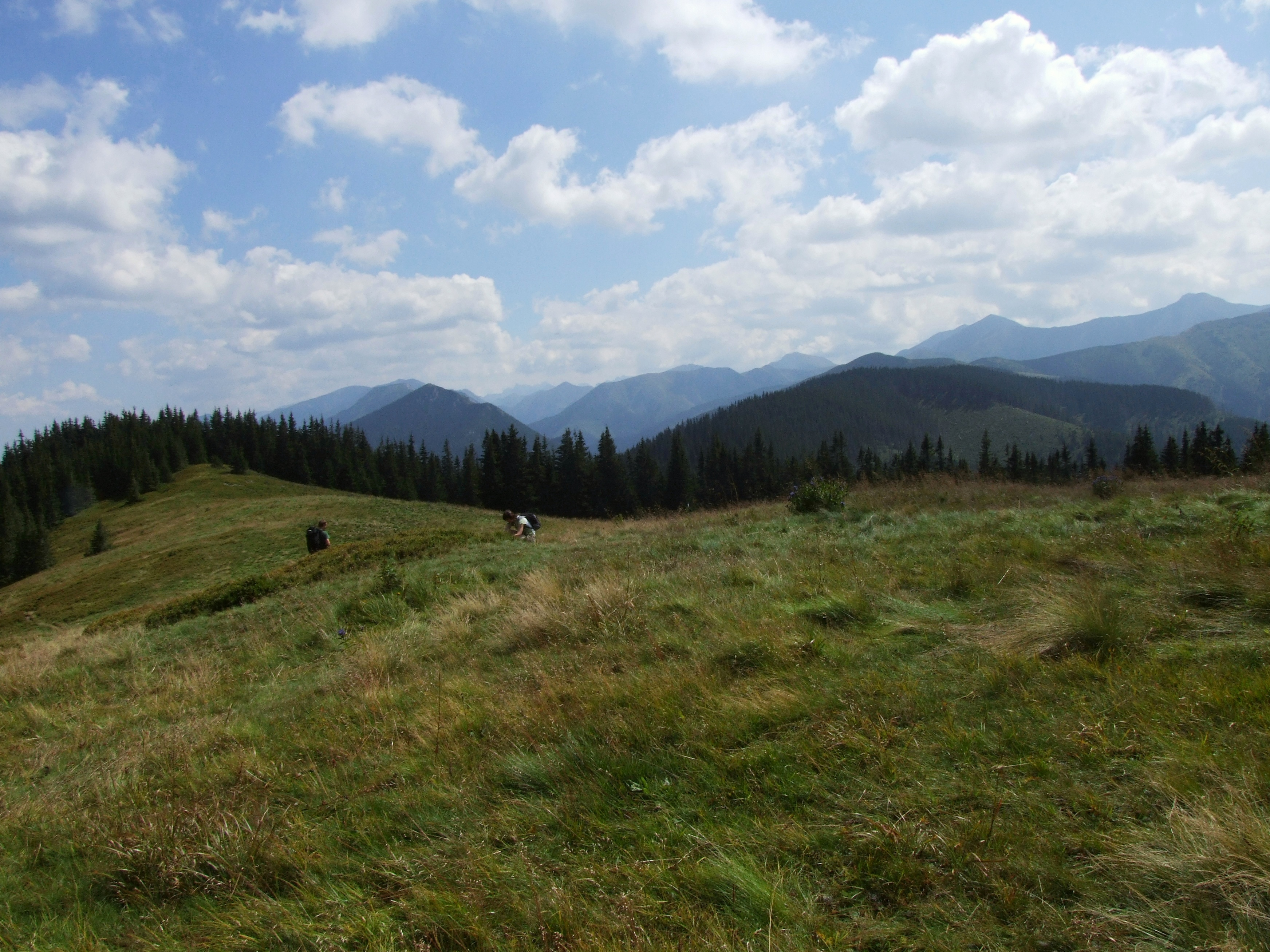
Kasne

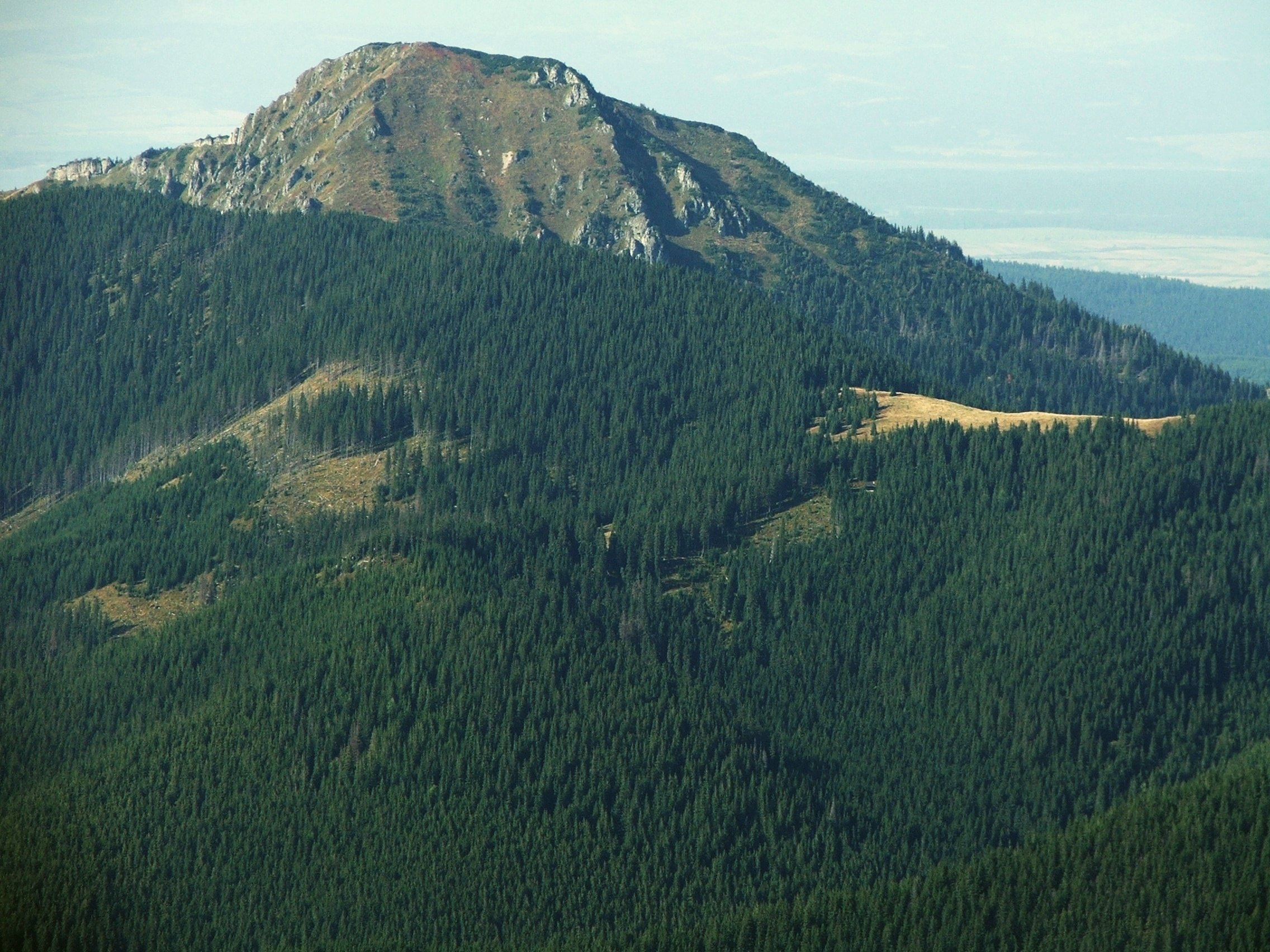
Osobita, grzbiet Domczyna i Kasne

Kasne (słow. Kasne) – polana na północno-zachodniej grani Grzesia w słowackich Tatrach Zachodnich. Znajduje się na wschodnim końcu grzbietu Domczyna. Północne stoki spod przełęczy opadają do Doliny Suchej Orawickiej (odnoga Doliny Bobrowieckiej Orawskiej), w południowo-zachodnim kierunku opada spod polany zalesiona grzęda oddzielająca Żleb Domczyna od Doliny Olowej (odnogi Doliny Łatanej).
Kasne położone jest na wysokości około 1450–1500 m i ciągnie się grzbietem Domczyna ponad Doliną Olową. Na wschodnim końcu polany Kasne znajduje się niewielka i zalesiona kopka zwana Czołem, która jest zwornikiem dla bocznego i również zalesionego grzbietu opadającego w północnym kierunku do Doliny Bobrowieckiej Orawskiej. Grzbiet ten na znajdującym się zaraz poniżej Kasnego wierzchołku Bobrowieckiego Wierchu rozgałęzia się na dwa ramiona obejmujące Dolinkę Kwaśną.
Kasne jest pozostałością dawnego pasterstwa mającego w tym rejonie długie tradycje. Dawniej na dolnym końcu polany nad Doliną Olową stały szałasy, obecnie już całkowicie zrujnowane. Dzięki temu, że polana zajmuje grzbietowe partie, jest dobrym punktem widokowym. Dobrze stąd widoczne są m.in. Rohacze, Trzy Kopy, Banówka i Salatyński Wierch. Dobra panorama widokowa roztacza się również w kierunku północnym i wschodnim. Z Kasnego łatwo można zejść zboczem nad Doliną Olową do drogi biegnącej dnem Doliny Łatanej. W lesie poniżej polany jest domek myśliwski i prowadzi od niego ścieżka, niżej przechodząca w drogę wozową. Jest to jednak szlak nieznakowany, więc zgodnie z przepisami TANAP-u jest zamknięty dla ruchu turystycznego.

## Szlaki turystyczne
Zwierówka – Przełęcz pod Osobitą – Grześ:
- Czas przejścia ze Zwierówki na Przełęcz pod Osobitą: 2:05 h, ↓ 1:30 h
- Czas przejścia z przełęczy na Grzesia: 2 h, ↓ 1:50 h